# Bernora Qoriyeva
Bernora Rahimovna Qoriyeva (Bernara Rachimowna Karijewa, russisch Бернара Рахимовна Кариева, wiss. Transliteration Bernara Rachimovna Karieva; * 28. Januar 1936, Taschkent, Usbekische Sozialistische Sowjetrepublik) ist eine ehemalige usbekisch-sowjetische Balletttänzerin, Choreografin und Tanzpädagogin.

## Leben
Bernora Qoriyeva wurde am 28. Januar 1936 in Taschkent geboren. 1952 absolvierte sie die Usbekische Choreografische Schule (heute: Staatliche Schule für Nationaltanz und Choreographie Taschkent), 1955 die Moskauer Choreografische Schule und studierte ab 1980 am Staatlichen Kulturinstitut Taschkent (heute: Staatliches Institut für Kunst und Kultur Usbekistans). Ab 1955 war sie Ballerina des Staatsoper- und Balletttheaters „A. Navoi“ (heute Navoi-Theater) in Taschkent. Sie war Primaballerina und tanzte Hauptrollen. Von 1994 bis 2002 war sie künstlerische Leiterin und Theaterdirektorin.
Sie bereiste Städte der UdSSR und im Ausland (Kuba, Brasilien, Frankreich, England, Italien, Syrien, Jamaika, Indien, Argentinien usw.). Ab 2002 war sie Beraterin des Kulturministers Usbekistans in Theaterfragen. Sie war als Dozentin tätig und ab 1985 Professorin für Choreografie. Seit 2004 ist sie Leiterin der ersten privaten Tanzschule „Stil und Tanz von Bernora Qoriyeva“ in Taschkent.
Qoriyeva gründete die Gemeinschaft „Junges Ballett Usbekistans“ und war von 1979 bis 1983 deren Leiterin. Von 1985 bis 1998 war sie Vorsitzende der Union der Theaterarbeiter Usbekistans. Ab 1991 war sie Vorsitzende des Koordinierungsrates für Theaterfragen in Südostasien. Auf ihre Initiative hin fand 1993 in Taschkent das erste internationale Festival „Theater: Ost-West“ statt.
Sie war ab 1967 Mitglied der Kommunistischen Partei der Sowjetunion und von 1989 bis 1991 Volksabgeordnete der UdSSR beim Verband der Theaterarbeiter der UdSSR (Съезд народных депутатов СССР Sesd narodnych deputatow SSSR), zudem war sie Mitglied der Kommission des Nationalitätenrates des Obersten Sowjets der UdSSR (Совет Национальностей Верховного Совета СССР, Sowet Nazionalnostei Werchownogo Soweta SSSR) für die Entwicklung von Kultur, Sprache, nationalen und internationalen Traditionen und Schutz des historischen Erbes.
Die Filme Bernard Qoriyeva tanzt und Ballerina sind Qoriyeva gewidmet.

## Ehrungen
- Volkskünstlerin der UdSSR (1973)
- Volkskünstlerin Kirgisistans (1996)[5]
- Preisträgerin des Staatspreises der UdSSR (1982)